# 歯ヨガ
歯ヨガ（はヨガ）は、口周りの筋肉である口腔周囲筋の機能、バランスを整えることを目的としたトレーニング。口唇、頬、舌、顎を使った体操とマッサージで構成される。

## 概要
口腔周囲筋の機能やバランスが乱れると、咀嚼・嚥下・発音など口腔の基本的機能が影響を受け、重篤な場合は、ことばが通じにくい、口から上手く食べられないなど日常生活に支障をきたすほか、誤嚥性肺炎など生命に関わるケースもある。「歯ヨガ」の実践により口腔周囲筋を鍛えることで、こうした問題の予防措置となるほか、口周りのたるみやほうれい線の改善も期待される。また、口腔周囲筋の緊張をほぐすマッサージにより、歯を失う大きな要因として問題視されているブラキシズム（歯ぎしり、食いしばり）の緩和や、これに伴う頭痛や肩こりの改善も期待できるほか、唾液の分泌を促進するマッサージも組み込まれ、虫歯・口臭・歯周病予防が図られる、口腔周囲筋から全身の美容・健康につながるメソッドとなっている。

## 経緯
開発者である小島歯科医院の小島理恵副院長は、補綴（ほてつ）専門医として治療にあたるなかで、顎関節症、不正咬合（こうごう）、歯周病などの患者に口腔筋機能の弱さが共通することから、患者ごとにマッサージやストレッチを提案してきた。そのマッサージやストレッチが、一般の方にも口腔筋機能向上によるさまざまな効果が期待できることから、組み合わせや流れについて研究を重ね「歯ヨガ」として確立。2019年10月 商標登録済。